# Пістолет (булочка)
Пістолет (фр. pistolet) — бельгійська булочка з невеликим розрізом зверху. Буває круглою або довгастою. Корочка булочки зазвичай тверда і хрумка, а внутрішня частина м'яка. Зазвичай використовується з начинками.

## Приготування
Тісто має піднятися двічі, а надріз потрібно зробити паличкою. Булочка повинна бути легкою, повітряною і ніжною всередині, з хрусткою скоринкою. Часто розрізавши хліб навпіл по горизонталі, видаляють центральну частину, створюючи відповідну виїмку для начинки. Пістолет наповнюють типовими м'ясними виробами, сирами та приправами, які можуть включати: ковбаски сервелат, ковбаски boudin, арденнську шинку, сир Plattekaas з Walschot, гентську гірчицю, солоні огірки, майонез, місцеві креветки, фермерське масло, червону яловичину із Фландрії, кіпкап (різновід желе), potjesvlees (м'ясо в желатині), сосиски Pipe d'Ardennes, Bloempanch (чорна ковбаса зі свинячої крові), сир з Ерва з сирого молока та багато іншого. Її також можна їсти з вершковим маслом та джемом на сніданок.

## Історія
Хоча більшості бельгійців знайома ця пишна булочка з розрізом посередині та характерною хрусткою скоринкою, правда в тому, що вона не завжди мала таку форму, а розвивалася протягом кількох століть.
Існує безліч думок щодо походження назви цього продукту. Ймовірно, воно походить від латинського pistor, що означає «мірошник», яке в результаті семантичного зсуву в Середньовіччі стало означати «пекар». Зменшувальне pistolet свідчить про продукт пекаря.
Інші джерела стверджують, що назва походить від того факту, що ці булочки, оподатковувані високим податком у XVII столітті, коштували майже пістоль той булт так і прозвані pistooltje, «pistolet».
За словами Моріса Пірона, філолога з Льєжа, спільним зв'язком між пістолетом як зброєю, валютою та хлібом є поняття малості.
Хоча сьогодні подібну булочку можна знайти повсюдно, лише кілька пекарів у Брюсселі, як і раніше, випікають пістолет відповідно до традицій, з тривалим часом підйому та начинкою з місцевих інгредієнтів.